# Planetella brunnea
Planetella brunnea är en tvåvingeart som först beskrevs av Ewald Rübsaamen 1892.  Planetella brunnea ingår i släktet Planetella och familjen gallmyggor.
Artens utbredningsområde är Schweiz. Inga underarter finns listade i Catalogue of Life.